# 石田浩 (中国学者)
石田 浩（いしだ ひろし、1946年5月21日 - 2006年1月8日）は、日本の中国学者・農業経済学者。元関西大学経済学部教授。

## 来歴・人物
大阪府生まれ。1971年京都大学農学部農林経済学科卒業。1976年同大学院農学研究科博士課程満期退学。1988年「中国農村社会経済構造の研究」で農学博士。
1981年より関西大学経済学部専任講師。助教授を経て1989年教授。著書に『中国農村社会経済構造の研究』（第1回関西農業経済学会賞受賞、1989年）、『中国農村の歴史と経済―農村変革の記録』（1991年）（アジア経済研究所、平成4年度発展途上国研究奨励賞受賞）など。2005年10月から台北市の国立政治大学客員教授として滞在中、2006年1月8日に内臓疾患のため客死。

## 著書
- 『台湾漢人村落の社会経済構造』関西大学出版部, 1985
- 『中国農村社会経済構造の研究』晃洋書房, 1986
- 『中国農村の歴史と経済 農村変革の記録』関西大学出版部, 1991
- 『共同幻想としての<中華> 経済学者論述海峡両岸的形勢』田畑書店, 1993
- 『中国農村経済の基礎構造 上海近郊農村の工業化と近代化のあゆみ』晃洋書房, 1993
- 『わがまま研究者の中国奮戦記 改革・開放下の中国レポート』晃洋書房, 1994
- 『わがまま研究者の台湾奮戦記 近代化へ模索する台湾』晃洋書房, 1995
- 『中国同族村落の社会経済構造研究 福建伝統農村と同族ネットワーク』関西大学出版部, 1996
- 『台湾経済の構造と展開 台湾は「開発独裁」のモデルか』大月書店, 1999
- 『アジアの中の台湾 政治・経済・社会・文化の変容』関西大学出版部, 1999
- 『わがまま研究者の北京奮戦記 成長の経済と貧困の社会』晃洋書房, 2001
- 『貧困と出稼ぎ 中国「西部大開発」の課題』晃洋書房, 2003
- 『台湾民主化と中台経済関係 政治の内向化と経済の外向化』関西大学出版部。2005

### 共編著
- 『中国伝統農村の変革と工業化 上海近郊農村調査報告』編著。晃洋書房, 1996
- 『東アジア経済の構造』(講座東アジア近現代史  西口清勝共編。青木書店, 2001
- 『中国農村の構造変動と「三農問題」上海近郊農村実態調査分析』編著。晃洋書房, 2005

### 翻訳
- 王山『第三の眼で見た中国 江沢民が絶賛後、たちまち発禁処分!』ザ・マサダ, 1995
- 謝國興『台南幇 ある台湾土着企業グループの興隆』監訳。交流協会, 2005
- 黄富三『女工と台湾工業化』監訳. 交流協会, 2006